# Список хет-триков сборных СССР и России по футболу
Список хет-триков сборной России — список, включающий в себя все хет-трики (в классическом понимании этого слова — от трёх и больше), забитые игроками сборной команды Российской Федерации по футболу или в её ворота игроками сборных команд других стран.

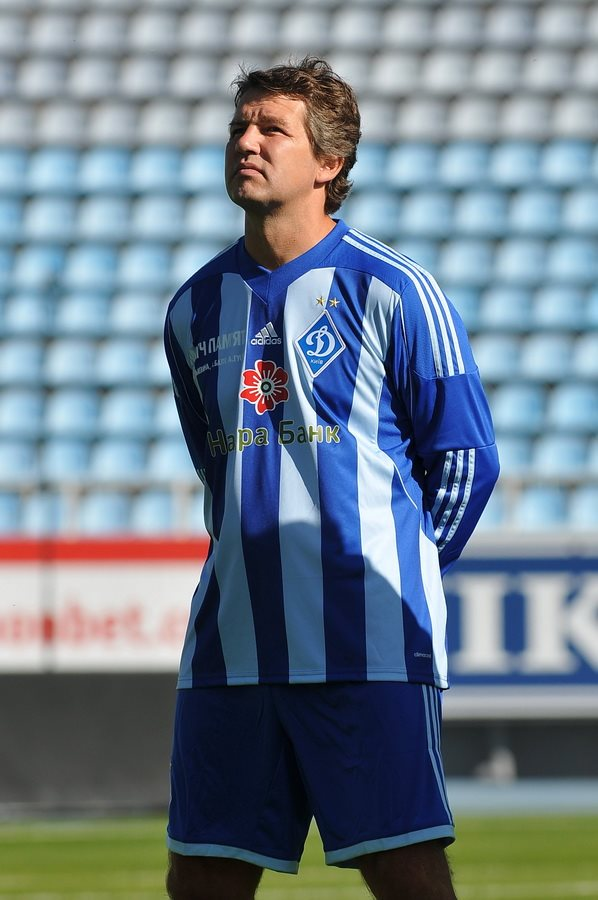
Олег Саленко — автор единственного пента-трика в истории сборной России

Самый результативный хет-трик среди игроков сборной команды РФ по футболу реализовал Олег Саленко в матче против сборной Камеруна на чемпионате мира 1994 года, став рекордсменом чемпионатов мира по футболу по результативности игрока в пределах одного матча.

## Хет-трики

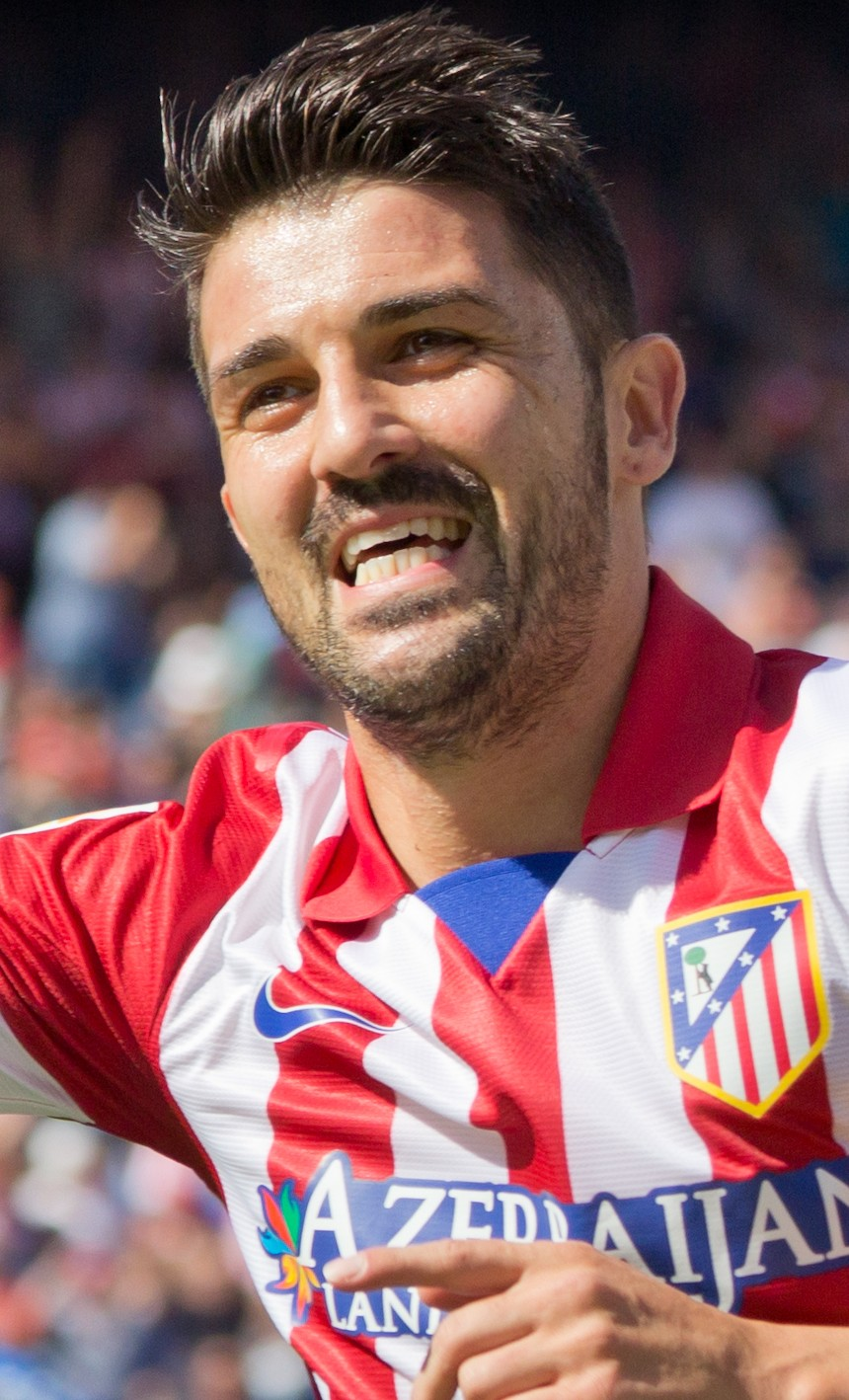
Давид Вилья — единственный игрок, оформивший хет-трик в матче против сборной России

Первым игроком сборной Российской федерации по футболу, реализовавшим хет-трик, стал Александр Бородюк в в товарищеском матче против сборной Мексики 2 февраля 1994 года.
Последний хет-трик в составе сборной России принадлежит Артёму Дзюбе, забившему покер в ворота сборной Сан-Марино в рамках отборочного этапа чемпионата Европы 2020 8 июня 2019 года.
По состоянию на 18 августа 2024 года сборная России по футболу оформила 9 хет-триков с общим количеством забитых в них голов в 31 против единственного допущенного к реализации в своих воротах хет-трика с мимально возможным количеством пропущенных голов в пределах этого хет-трика в 3.
Этот самый единственный хет-трик в ворота сборной России реализовал игрок сборной Испании Давид Вилья в матче группового этапа чемпионата Европы 2008 10 июня 2008 года.

### Легенда
- ОИ — летние Олимпийские игры
- ОЧМ — отборочный турнир к чемпионату мира
- ОЧЕ — отборочный турнир к чемпионату Европы
- ТМ — товарищеский матч
- ЧМ — чемпионат мира
- ЧЕ — чемпионат Европы

Результат сборной России выделен цветом.
| Дата             | Голы | Игрок               | Соперник    | Стадион                                 | Соревнование | Счёт | Прим.         |
| ---------------- | ---- | ------------------- | ----------- | --------------------------------------- | ------------ | ---- | ------------- |
| 2 февраля 1994   | 3    | Александр Бородюк   | Мексика     | Окленд Колизеум (Окленд)                | ТМ           | 1:4  | [ 2 ]         |
| 28 июня 1994     | 5    | Олег Саленко        | Камерун     | Стэнфорд (Пало-Альто)                   | ЧМ 1994      | 1:6  | [ 5 ]         |
| 6 октября 2001   | 3    | Владимир Бесчастных | Швейцария   | Динамо (Москва)                         | ОЧМ 2002     | 4:0  | [ 6 ] [ 7 ]   |
| 10 сентября 2003 | 3    | Дмитрий Булыкин     | Швейцария   | Локомотив (Москва)                      | ОЧЕ 2004     | 4:1  | [ 8 ] [ 9 ]   |
| 9 октября 2004   | 3    | Дмитрий Сычёв       | Люксембург  | Жози Бартель (Люксембург)               | ОЧМ 2006     | 0:4  | [ 10 ] [ 11 ] |
| 2 июня 2007      | 3    | Александр Кержаков  | Андорра     | Петровский (Санкт-Петербург)            | ОЧЕ 2008     | 4:0  | [ 12 ] [ 13 ] |
| 4 июня 2011      | 3    | Роман Павлюченко    | Армения     | Петровский (Санкт-Петербург)            | ОЧЕ 2012     | 3:1  | [ 14 ] [ 15 ] |
| 8 сентября 2015  | 4    | Артём Дзюба         | Лихтенштейн | Райнпарк (Вадуц)                        | ОЧЕ 2016     | 0:7  | [ 16 ] [ 17 ] |
| 8 июня 2019      | 4    | Артём Дзюба         | Сан-Марино  | Мордовия Арена (Саранск)                | ОЧЕ 2020     | 9:0  | [ 3 ] [ 4 ]   |
| 25 марта 2025    | 3    | Максим Глушенков    | Замбия      | Динамо (Москва)                         | ТМ           | 5:0  |               |
| 10 июня 2025     | 4    | Ярослав Гладышев    | Беларусь    | Национальный футбольный стадион (Минск) | ТМ           | 1:4  |               |